# William Meredith (poeta)
William Morris Meredith Jr. (New York, 9 gennaio 1919 – New London, 30 maggio 2007) è stato un poeta statunitense.

## Biografia
Nato a New York, William Meredith studiò all'Università di Princeton e si laureò magna cum laude nel 1940 con una testi su Robert Frost. Dopo una breve esperienza al New York Times, nel 1941 si unì all'United States Army Air Forces e l'anno dopo si trasferì in marina.
Dal 1946 al 1950 Meredith insegnò a Princeton, mentre dal 1950 al 1951 fu professore associato all'Università delle Hawaii. Dopo aver combattuto in Corea, fu professore associato al Connecticut College. Tra il 1978 e il 1980 fu poeta laureato degli Stati Uniti. Tra il 1944 e il 1997 pubblicò dieci raccolte di poesie, vincendo il Premio Pulitzer per la poesia per Partial Accounts nel 1988 e il National Book Award per Effort at Speech nel 1997. Nel 1964 pubblicò una propria traduzione delle poesie di Apollinaire e nel 1985 editò una raccolta di poesie bulgare.
Dichiaratamento omosessuale, fu impegnato in una relazione con il poeta Richard Harteis per trentasei anni dal 1971 al 2007.

## Opere (parziale)
- Love Letter from an Impossible Land (Yale University Press, 1944)
- Ships and Other Figures (Princeton University Press, 1948)
- The Open Sea and Other Poems (Alfred A. Knopf, 1957)
- The Wreck of the Thresher and Other Poems (Knopf, 1964)
- Winter Verse (privately printed, 1964)
- Earth Walk: New and Selected Poems (Knopf, 1970)
- Hazard the Painter (Knopf, 1975)
- The Cheer (Knopf, 1980)
- Partial Accounts: New and Selected Poems (Knopf, 1987)
- Effort at Speech: New and Selected Poems (Northwestern University Press, 1997)